# Gretz-Armainvilliers
Gretz-Armainvilliers är en kommun i departementet Seine-et-Marne i regionen Île-de-France i norra Frankrike. Kommunen ligger i kantonen Tournan-en-Brie som tillhör arrondissementet Melun. År 2022 hade Gretz-Armainvilliers 8 682 invånare.

## Befolkningsutveckling
Antalet invånare i kommunen Gretz-Armainvilliers
| Referens: INSEE |